# 北マリアナ諸島選出のアメリカ合衆国下院議員
北マリアナ諸島選出のアメリカ合衆国下院議員は、アメリカ合衆国のコモンウェルスである北マリアナ諸島選出の下院議員である。下院への出席権はあるが、本会議での議決権は有していない。1978年から2008年まで存在した北マリアナ諸島住民代表についてもこの項目で扱う。

## 沿革
1978年のコモンウェルス成立以来、北マリアナ諸島には、首都ワシントンに選挙で選ばれた政府代表が常駐するのみで、米国議会へ参加する権利は与えられていなかった。
2008年、統合天然自然法(本文)の成立に伴い、第111議会から北マリアナ諸島は議決権の持たない代議員を米下院に送り込めるようになった。同年11月の選挙で、グレゴリオ・サブランが代議員に当選した。

## 政治的地位
英語では「Non-voting delegate / member」と呼ばれ、直訳すれば、「投票権のない代議員」であるが、「準議員」とも呼ばれる。
審議に参加できるが、議会での議決権(投票権)は有していない。一方、常任委員会への被選出権を持っているため、委員会での投票権は有している。現在、同様の地位を持つ代議員は北マリアナ諸島のほか、コロンビア特別区、グアム、米領バージン諸島、米領サモア、プエルトリコからそれぞれ1名ずつ選出されている。

## 北マリアナ諸島選挙区
北マリアナ諸島選挙区(英語: Northern Mariana Islands's at-large congressional district)は、アメリカ合衆国連邦下院の選挙区。定数1人の小選挙区制。2009年1月3日に設置された。

### 区域
北マリアナ諸島 - 全域

### データ（2010年）
- 人口 - 53,883人 (有権者登録数: 18535人[8])
- 面積 - 179平方マイル（460 km2）
- 民族構成：フィリピン系(35.29%)、チャモロ系(23.94%)、中国系(6.79%)[9]

## 代表一覧

### 住民代表
| 選挙                    | 氏名                     | 政党   |
| ----------------------- | ------------------------ | ------ |
| 第1回 (1978年〜1980年)  | エドワード・パンゲリナン | 民主党 |
| 第2回 (1980年〜1982年)  | エドワード・パンゲリナン | 民主党 |
| 第3回 (1982年〜1983年)  | エドワード・パンゲリナン | 民主党 |
| (1983年〜1984年)        | エドワード・パンゲリナン | 共和党 |
| 第4回 (1984年〜1986年)  | フロイラン・テノリオ     | 民主党 |
| 第5回 (1986年〜1988年)  | フロイラン・テノリオ     | 民主党 |
| 第6回 (1988年〜1990年)  | フロイラン・テノリオ     | 民主党 |
| 第7回 (1990年〜1994年)  | フアン・ババウタ         | 共和党 |
| 第8回 (1994年〜1998年)  | フアン・ババウタ         | 共和党 |
| 第9回 (1998年〜2002年)  | フアン・ババウタ         | 共和党 |
| 第10回 (2002年〜2006年) | ペドロ・A・テノリオ      | 共和党 |
| 第11回 (2006年〜2009年) | ペドロ・A・テノリオ      | 共和党 |

### 議決権のない代議員
| 議会                          | 氏名                         | 政党   |
| ----------------------------- | ---------------------------- | ------ |
| 第111議会 （2009年 - 2011年） | グレゴリオ・サブラン         | 民主党 |
| 第112議会 （2011年 - 2013年） | グレゴリオ・サブラン         | 民主党 |
| 第113議会 （2013年 - 2015年） | グレゴリオ・サブラン         | 無所属 |
| 第114議会 （2015年 - 2017年） | グレゴリオ・サブラン         | 無所属 |
| 第115議会 （2017年 - 2019年） | グレゴリオ・サブラン         | 無所属 |
| 第116議会 （2019年 - 2021年） | グレゴリオ・サブラン         | 無所属 |
| 第117議会 （2021年 - 2023年） | グレゴリオ・サブラン         | 無所属 |
| 第118議会 （2023年 - 2025年） | グレゴリオ・サブラン         | 無所属 |
| 第119議会 （2025年 - 2027年） | キンバリン・キング＝ハインズ | 共和党 |